# Llista dels CAP de Catalunya
Llista dels CAP de Catalunya, ordenats per regions sanitàries del Servei Català de la Salut.

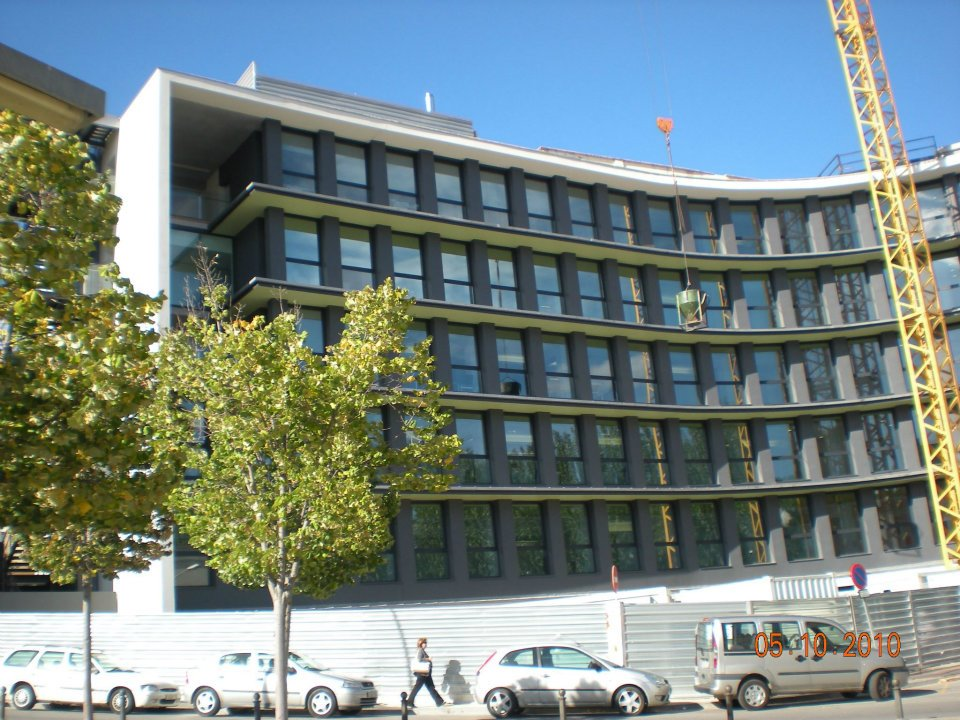
El CAP Bages durant la remodelació

| Alt Pirineu i Aran                                   | Alt Pirineu i Aran                                                                | Alt Pirineu i Aran                                   |
| Centre                                               | Adreça                                                                            | Coordenades                                          |
| ---------------------------------------------------- | --------------------------------------------------------------------------------- | ---------------------------------------------------- |
| CAP La Seu d'Urgell                                  | Pg. de Joan Brudieu, 8                                                            | 42° 21′ 17″ N, 1° 27′ 39″ E / 42.354761°N,1.460852°E |
| CAP Oliana                                           | Girona, 8                                                                         | 42° 04′ 02″ N, 1° 18′ 46″ E / 42.067191°N,1.312893°E |
| CAP El Pont de Suert                                 | Canaleta, s/n                                                                     |                                                      |
| CAP Puigcerdà                                        | Pl. de Santa Maria, 1 (Hosp. Puigcerdà)                                           | 42° 25′ 57″ N, 1° 55′ 34″ E / 42.432475°N,1.926072°E |
| Consultori local Lles de Cerdanya                    | Pl. Major, 1                                                                      |                                                      |
| CAP Pobla de Segur                                   | Mare Güell, 1                                                                     | 42° 15′ 03″ N, 0° 58′ 07″ E / 42.250751°N,0.968710°E |
| CAP Tremp                                            | Francesc Macià, 14                                                                |                                                      |
| CAP Sort                                             | Camí de la Cabanera, 1                                                            |                                                      |
| Consultori local Nucli de València d'Àneu            | Av. Port de la Bonaigua, 9                                                        |                                                      |
| CAP Vielha                                           | Espitau, s/n                                                                      | 42° 42′ 08″ N, 0° 47′ 51″ E / 42.702114°N,0.797588°E |
| Barcelona                                            |                                                                                   |                                                      |
| Alt Penedès                                          |                                                                                   |                                                      |
| Centre                                               | Adreça                                                                            | Coordenades                                          |
| CAP Alt Penedès                                      | Pl. del Penedès, 1. Vilafranca del Penedès                                        | 41° 20′ 40″ N, 1° 41′ 58″ E / 41.344497°N,1.699449°E |
| CAP Sant Sadurní d'Anoia                             | C/ Gelida, s/n                                                                    |                                                      |
| Consultori local Lavern                              | de les Escoles, 3                                                                 |                                                      |
| Baix Llobregat                                       |                                                                                   |                                                      |
| Centre                                               | Adreça                                                                            | Coordenades                                          |
| CAP Abrera                                           | Manresa, 15                                                                       |                                                      |
| CAP Bòbila                                           | Pl. de la Bòbila, s/n. Esplugues de Llobregat                                     |                                                      |
| CAP Camps Blancs                                     | Pl. d'Euskadi, s/n. Sant Boi de Llobregat                                         |                                                      |
| CAP Can Bou                                          | Av. Ciutat de Màlaga, 18-20. Castelldefels                                        |                                                      |
| CAP Can Moritz                                       | Mossèn Andreu, 13. Cornellà de Llobregat                                          |                                                      |
| CAP Corbera de Llobregat                             | Buenos Aires, 9                                                                   |                                                      |
| CAP Cornellà de Llobregat                            | Bellaterra, 41                                                                    |                                                      |
| CAP Doctor Martí i Julià                             | Av. Baix Llobregat, 17. Cornellà de Llobregat                                     |                                                      |
| CAP Doctor Pujol i Capsada                           | Riu Anoia, 19. El Prat de Llobregat                                               |                                                      |
| CAP Dr. Bartomeu Fabrés Anglada (Gavà 2)             | Riera de les Parets, 7. Gavà                                                      |                                                      |
| CAP El Castell                                       | Guillermo Marconi, 9. Castelldefels                                               |                                                      |
| CAP El Pla                                           | Pl. Felip Alcántara Arellano, 3. Sant Feliu de Llobregat                          |                                                      |
| CAP El Serral de Sant Vicenç dels Horts              | Ctra. de Sant Boi, 59-61                                                          |                                                      |
| CAP Esparreguera                                     | Via del Mil·lenari 16                                                             |                                                      |
| CAP Gavà 1                                           | Riera de Sant Llorenç, s/n                                                        |                                                      |
| CAP La Granja                                        | C/ de les sínies, 9-15                                                            |                                                      |
| CAP Les Planes                                       | Av. de Barcelona, 62. Sant Joan Despí                                             |                                                      |
| CAP Lluís Millet                                     | Lluís Millet, 2-4. Esplugues de Llobregat                                         |                                                      |
| CAP Maria Bernades                                   | Av. Verge de Montserrat, 124-126. Viladecans                                      |                                                      |
| CAP Martorell                                        | Av. Mancomunitats Comarcals, 9                                                    |                                                      |
| CAP Mas Font                                         | Ptge. Marina, 2-4. Viladecans                                                     |                                                      |
| CAP Molí Nou                                         | Ciutat Cooperativa, s/n. Sant Boi de Llobregat                                    |                                                      |
| CAP Montclar                                         | Pi i Margall, 115. Sant Boi de Llobregat                                          |                                                      |
| CAP Olesa de Montserrat                              | Lluís Puigjaner, 22                                                               |                                                      |
| CAP Pallejà                                          | Pl. Jacint Verdaguer, 5                                                           |                                                      |
| CAP Rambla                                           | Rbla. de la Marquesa de Castellbell, 98-100. Sant Feliu de Llobregat              |                                                      |
| CAP Ramona Via                                       | Av. Montserrat, 24. El Prat de Llobregat                                          |                                                      |
| CAP Sant Andreu de la Barca                          | Av. Constitució, 37                                                               |                                                      |
| CAP Sant Esteve Sesrovires                           | Carrer de la Vila, 2                                                              |                                                      |
| CAP Sant Ildefons                                    | Av. de la República Argentina, s/n. Cornellà de Llobregat                         |                                                      |
| CAP Sant Just Desvern                                | Av. de la Indústria, s/n                                                          |                                                      |
| CAP Vallirana                                        | Joan Capri, 7                                                                     |                                                      |
| CAP Verdaguer                                        | Creu d'en Muntaner, s/n. Sant Joan Despí                                          |                                                      |
| CAP Vila Vella                                       | Ctra. de Sant Boi, s/n. Sant Vicenç dels Horts                                    |                                                      |
| CAP Vinyets                                          | Ronda Sant Ramon, 187. Sant Boi de Llobregat                                      |                                                      |
| CAP 17 de setembre                                   | Empúries, s/n. El Prat de Llobregat                                               |                                                      |
| Consultori local Can Vilalba                         | Av. Circumval·lació, 5. Can Vilalba                                               |                                                      |
| Consultori local Doctor Carlos Herràiz               | Plaça del poble, 1. Castellví de Rosanes                                          |                                                      |
| Consultori local Santa Maria de Vilalba              | Camí Castell Voltrera, 5. Santa Maria de Vilalba                                  |                                                      |
| Barcelonès                                           |                                                                                   |                                                      |
| Centre                                               | Adreça                                                                            | Coordenades                                          |
| CAP Adrià                                            | Vallmajor, 34. Barcelona                                                          | 41° 24′ 01″ N, 2° 08′ 20″ E / 41.400313°N,2.138811°E |
| CAP Amadeu Torner                                    | Amadeu Torner, 63. L'Hospitalet de Llobregat                                      | 41° 21′ 38″ N, 2° 07′ 21″ E / 41.360437°N,2.122523°E |
| CAP Apenins-Montigalà                                | Apenins, s/n. Badalona                                                            | 41° 27′ 14″ N, 2° 13′ 30″ E / 41.453917°N,2.225030°E |
| CAP Barceloneta                                      | Pg. Marítim, 25 (Hospital del Mar, edifici B). Barcelona                          | 41° 22′ 59″ N, 2° 11′ 40″ E / 41.383056°N,2.194342°E |
| CAP Bellvitge                                        | Carrer de l'Ermita, s/n. L'Hospitalet de Llobregat                                | 41° 21′ 00″ N, 2° 06′ 34″ E / 41.349924°N,2.109490°E |
| CAP Besòs                                            | Alfons el Magnànim, 57. Barcelona                                                 | 41° 24′ 55″ N, 2° 12′ 55″ E / 41.415330°N,2.215374°E |
| CAP Bon Pastor                                       | Mollerussa, s/n. Barcelona                                                        | 41° 26′ 21″ N, 2° 12′ 23″ E / 41.439084°N,2.206266°E |
| CAP Bufalà-Canyet                                    | Av. Martí i Pujol, 521-527. Badalona                                              | 41° 27′ 29″ N, 2° 14′ 26″ E / 41.458147°N,2.240528°E |
| CAP Can Serra                                        | Av. de Can Serra 96. L'Hospitalet de Llobregat                                    | 41° 22′ 02″ N, 2° 06′ 09″ E / 41.367315°N,2.102480°E |
| CAP Casc Antic                                       | Rec Comtal, 24. Barcelona                                                         | 41° 23′ 25″ N, 2° 10′ 50″ E / 41.390191°N,2.180499°E |
| CAP Chafarinas                                       | Chafarinas, 2-8. Barcelona                                                        | 41° 26′ 49″ N, 2° 11′ 00″ E / 41.447083°N,2.183417°E |
| CAP Ciutat Meridiana                                 | Sant Feliu de Codines, s/n. Barcelona                                             | 41° 27′ 38″ N, 2° 10′ 50″ E / 41.460646°N,2.180469°E |
| CAP Collblanc                                        | Creu Roja, 18. L'Hospitalet de Llobregat                                          |                                                      |
| CAP Comte Borrell                                    | Comte Borrell, 305. Barcelona                                                     |                                                      |
| CAP Doctor Barraquer                                 | Pl. del Dr. Trueta, s/n. Sant Adrià de Besòs                                      |                                                      |
| CAP Doctor Carles Ribas                              | Foc, s/n. Barcelona                                                               |                                                      |
| CAP Doctor Lluís Sayé                                | Torres i Amat, 8. Barcelona                                                       |                                                      |
| CAP Doctor Robert                                    | Pl. de la Medicina, s/n. Badalona                                                 |                                                      |
| CAP Doctor Vilaseca                                  | C. Sant Carles, 79 (entrada per Pl. Catalunya). Santa Coloma de Gramenet          |                                                      |
| CAP Drassanes                                        | Av. de les Drassanes, 17-21. Barcelona                                            |                                                      |
| CAP Eixample                                         | Rosselló, 161-163. Barcelona                                                      |                                                      |
| CAP El Carmel                                        | Murtra, 130. Barcelona                                                            |                                                      |
| CAP El Clot                                          | Concilio de Trento, 25. Barcelona                                                 |                                                      |
| CAP El Fondo                                         | Mn. J. Verdaguer, 118. Santa Coloma de Gramenet                                   |                                                      |
| CAP Florida                                          | Parc dels Ocellets, s/n. L'Hospitalet de Llobregat                                |                                                      |
| CAP Gornal                                           | Av. de Carmen Amaya, 37-39. L'Hospitalet de Llobregat                             |                                                      |
| CAP Gòtic                                            | Passatge de la Pau, 1. Barcelona                                                  |                                                      |
| CAP Gòtic (Annex Rull)                               | Rull, 9 bxs.. Barcelona                                                           |                                                      |
| CAP Gran Sol                                         | Doctor Bassols, 112-130. Badalona                                                 |                                                      |
| CAP Guineueta                                        | Pg. de Valldaura, 135. Barcelona                                                  |                                                      |
| CAP Horta                                            | Lisboa, s/n. Barcelona                                                            |                                                      |
| CAP Just Oliveras                                    | Rbla. Just Oliveras, 50. L'Hospitalet de Llobregat                                |                                                      |
| CAP La Marina                                        | Amnistia Internacional, 8-14. Barcelona                                           |                                                      |
| CAP La Mina                                          | Mar, s/n. Sant Adrià de Besòs                                                     |                                                      |
| CAP La Pau                                           | Pere Vergés, 3. Barcelona                                                         |                                                      |
| CAP La Sagrera                                       | C. Garcilaso, 1-9. Barcelona                                                      |                                                      |
| CAP La Salut                                         | Pg. dels Encants, s/n. Badalona                                                   |                                                      |
| CAP Larrard                                          | Travessera de Dalt, 79. Barcelona                                                 |                                                      |
| CAP Les Corts                                        | Mejia Lequerica, S/N Edifici Helios. Barcelona                                    |                                                      |
| CAP Llatí                                            | Perú, 60-62. Santa Coloma de Gramenet                                             |                                                      |
| CAP Llefià                                           | Ctra. Antiga de València, s/n (davant plaça Trafalgar). Badalona                  |                                                      |
| CAP Manso                                            | Manso, 19. Barcelona                                                              | 41° 22′ 35″ N, 2° 09′ 36″ E / 41.376277°N,2.159883°E |
| CAP Martí i Julià                                    | Martí i Julià, 11-19. Badalona                                                    |                                                      |
| CAP Montnegre                                        | Montnegre, 21. Barcelona                                                          |                                                      |
| CAP Morera Pomar                                     | Pere III, 1-7. Badalona                                                           |                                                      |
| CAP Mossèn Cinto Verdaguer                           | Mn. J. Verdaguer, 4-6. L'Hospitalet de Llobregat                                  |                                                      |
| CAP Nova Lloreda                                     | Av. Catalunya, 62-64. Badalona                                                    |                                                      |
| CAP Numància                                         | Numància, 23 Planta Baixa. Barcelona                                              |                                                      |
| CAP Pare Claret                                      | St. Antoni Ma. Claret, 19-23. Barcelona                                           |                                                      |
| CAP Passeig de Maragall                              | Pg. de Maragall, 52-54. Barcelona                                                 |                                                      |
| CAP Passeig de Sant Joan                             | Pg. de Sant Joan, 20. Barcelona                                                   |                                                      |
| CAP Poble Sec - Les Hortes                           | Nou de Rambla, 177. Barcelona                                                     |                                                      |
| CAP Poblenou                                         | Lope de Vega, 138. Barcelona                                                      |                                                      |
| CAP Progrès-Raval                                    | General Weyler, 44. Badalona                                                      |                                                      |
| CAP Ramon Turró                                      | Ramon Turró, 337-339. Barcelona                                                   |                                                      |
| CAP Río de Janeiro                                   | Av. Río de Janeiro, 83-91. Barcelona                                              |                                                      |
| CAP Roger de Flor                                    | Roger de Flor, 194-196. Barcelona                                                 |                                                      |
| CAP Ronda de la Torrassa                             | Rda. de la Torrassa, 151-153. L'Hospitalet de Llobregat                           |                                                      |
| CAP Roquetes                                         | Garigliano, 23-27. Barcelona                                                      |                                                      |
| CAP Sagrada Família                                  | Còrsega, 643. Barcelona                                                           |                                                      |
| CAP Sanllehy                                         | Av. Mare de Déu de Montserrat, 16-18. Barcelona                                   |                                                      |
| CAP Sant Andreu                                      | Av. de la Meridiana, 428. Barcelona                                               |                                                      |
| CAP Sant Gervasi                                     | Parc Sanitari Pere Virgili, C/ Esteve Terradas, 30. Edifici Garbí. Barcelona      |                                                      |
| CAP Sant Martí                                       | Pl. de la Infància, s/n (cantonada Fluvià). Barcelona                             |                                                      |
| CAP Sant Rafael                                      | Pg. de la Vall d'Hebron, 107-117. Barcelona                                       |                                                      |
| CAP Sant Roc                                         | Vélez Rubio, s/n (cantonada amb Motril). Badalona                                 |                                                      |
| CAP. Santa Coloma de Gramenet                        | Major, 49-53. Santa Coloma de Gramenet                                            |                                                      |
| CAP Santa Rosa                                       | Elcano, s/n. Santa Coloma de Gramenet                                             |                                                      |
| CAP Sants                                            | Vapor Vell, 44-46. Barcelona                                                      |                                                      |
| CAP Sardenya                                         | C. Sardenya, 466. Barcelona                                                       |                                                      |
| CAP Sarrià                                           | Bonaplata, 54-58. Barcelona                                                       |                                                      |
| CAP Singuerlín                                       | Santiago Rusiñol, 64-68. Santa Coloma de Gramenet                                 |                                                      |
| CAP Trinitat Vella                                   | Via Barcino, 88. Barcelona                                                        |                                                      |
| CAP Turó                                             | C. Cadí, 58-62. Barcelona                                                         |                                                      |
| CAP Vallcarca                                        | Parc Sanitari Pere Virgili, Av. Vallcarca, 169-205. Edifici Pedraforca. Barcelona |                                                      |
| CAP Vallvidrera                                      | Reis Catòlics, 2. Barcelona                                                       |                                                      |
| CAP Vila Olímpica                                    | Joan Miró, 17. Barcelona                                                          |                                                      |
| Centre d'Urgències d'Atenció Primària Pura Fernàndez | Cobalt, 135-137. L'Hospitalet de Llobregat                                        |                                                      |
| Centre Integral de Salut Cotxeres                    | Avinguda dels Quinze, 18-30. Barcelona                                            |                                                      |
| Centre Peracamps                                     | Av. De les Drassanes, 13-15. Barcelona                                            |                                                      |
| CUAP Horta                                           | Sant Gaudenci, núm. 21. Barcelona                                                 |                                                      |
| Garraf                                               |                                                                                   |                                                      |
| Centre                                               | Adreça                                                                            | Coordenades                                          |
| CAP Baix a Mar                                       | Plaça dels Boleranys, 5. Vilanova i la Geltrú                                     | 41° 12′ 58″ N, 1° 43′ 41″ E / 41.216186°N,1.727988°E |
| CAP Cubelles                                         | carrer de Mossèn Miquel Cortí, s/n                                                | 41° 12′ 44″ N, 1° 40′ 26″ E / 41.212314°N,1.673819°E |
| CAP Jaume I                                          | Manuel Marquès, s/n. Vilanova i la Geltrú                                         | 41° 13′ 22″ N, 1° 43′ 30″ E / 41.222791°N,1.725020°E |
| CAP Roquetes                                         | Av. de Catalunya, 9. Sant Pere de Ribes                                           | 41° 13′ 46″ N, 1° 44′ 44″ E / 41.229542°N,1.745590°E |
| CAP Sant Joan                                        | Jardí, 106. Vilanova i la Geltrú                                                  | 41° 13′ 22″ N, 1° 43′ 04″ E / 41.222886°N,1.717663°E |
| CAP Sitges                                           | Camí dels Capellans, s/n                                                          | 41° 14′ 27″ N, 1° 48′ 33″ E / 41.240770°N,1.809230°E |
| Maresme                                              |                                                                                   |                                                      |
| Centre                                               | Adreça                                                                            | Coordenades                                          |
| CAP Arenys de Mar                                    | Av. d'Auterive, s/n                                                               | 41° 35′ 01″ N, 2° 32′ 43″ E / 41.583737°N,2.545389°E |
| CAP Cirera Molins                                    | Ronda de Frederic Mistral, s/n. Mataró                                            | 41° 32′ 58″ N, 2° 26′ 17″ E / 41.549481°N,2.438066°E |
| CAP Dr. Gonçal Calvo i Queraltó                      | Joan Fusté Ortells, 1. Argentona                                                  | 41° 33′ 27″ N, 2° 24′ 07″ E / 41.557536°N,2.401821°E |
| CAP Dr. Guillermo Masriera i Guardiola               | Santa Maria, 59-79. Vilassar de Mar                                               | 41° 30′ 07″ N, 2° 23′ 08″ E / 41.501943°N,2.385637°E |
| CAP El Masnou                                        | Sant Miquel, 125                                                                  | 41° 28′ 45″ N, 2° 18′ 40″ E / 41.479206°N,2.311076°E |
| CAP La Llàntia                                       | Verge de Guadalupe, 2. Mataró                                                     | 41° 32′ 48″ N, 2° 25′ 40″ E / 41.546791°N,2.427769°E |
| CAP La Riera de Mataró                               | La Riera, 7. Mataró                                                               |                                                      |
| CAP Maresme                                          | Camí del Mig, 36. Mataró                                                          | 41° 32′ 12″ N, 2° 25′ 49″ E / 41.536607°N,2.430266°E |
| CAP Mataró-Centre                                    | Camí Ral, 208-210. Mataró                                                         | 41° 32′ 22″ N, 2° 27′ 00″ E / 41.539494°N,2.449928°E |
| CAP Montgat                                          | Sant Antoni M. Claret, s/n                                                        | 41° 28′ 00″ N, 2° 16′ 03″ E / 41.466602°N,2.267585°E |
| CAP Ocata                                            | Torrent de Can Gaio, 17. El Masnou                                                | 41° 29′ 01″ N, 2° 19′ 42″ E / 41.483708°N,2.328388°E |
| CAP Premià de Mar                                    | La Plaça, 93                                                                      | 41° 29′ 39″ N, 2° 21′ 13″ E / 41.494234°N,2.353582°E |
| CAP Rocafonda-Palau                                  | Ronda Pintor Rafael Estrany, 24. Mataró                                           | 41° 33′ 01″ N, 2° 27′ 07″ E / 41.550142°N,2.451866°E |
| CAP Ronda Cerdanya                                   | Vallès, 37. Mataró                                                                | 41° 32′ 33″ N, 2° 25′ 25″ E / 41.54253°N,2.423521°E  |
| CAP Ronda Prim                                       | Rda. de Prim, 35. Mataró                                                          | 41° 32′ 19″ N, 2° 26′ 09″ E / 41.538749°N,2.435805°E |
| CAP Sant Andreu de Llavaneres                        | Pg. de Jaume Brutau, s/n                                                          | 41° 34′ 31″ N, 2° 29′ 00″ E / 41.575231°N,2.483289°E |
| CAP Vilassar de Dalt                                 | Pl. de la Vila, 8                                                                 | 41° 31′ 03″ N, 2° 21′ 32″ E / 41.517516°N,2.358767°E |
| Consultori local Cabrils                             | de Cal Batalló, s/n                                                               | 41° 31′ 50″ N, 2° 21′ 47″ E / 41.530597°N,2.362939°E |
| Vallès Occidental                                    |                                                                                   |                                                      |
| Centre                                               | Adreça                                                                            | Coordenades                                          |
| CAP Anton de Borja                                   | Inventor Edison, s/n. Rubí                                                        |                                                      |
| CAP Antoni Creus (Can Parellada)                     | Italia, 5. Terrassa                                                               |                                                      |
| CAP Badia del Vallès                                 | Bètica, s/n                                                                       |                                                      |
| CAP Barberà del Vallès                               | Verge de l'Assumpció, s/n                                                         |                                                      |
| CAP Ca n'Oriac                                       | Sant Bernat, s/n. Sabadell                                                        |                                                      |
| CAP Can Rull                                         | Lluís Companys, s/n. Sabadell                                                     |                                                      |
| CAP Canaletes                                        | Passeig d'Horta, 17. Cerdanyola del Vallès                                        |                                                      |
| CAP Castellar del Vallès                             | Ripollet, 30                                                                      |                                                      |
| CAP Centre                                           | Plaça Joan Oliu, 9. Sabadell                                                      |                                                      |
| CAP Concòrdia                                        | Pl. St. Agustí, 2/4. Sabadell                                                     |                                                      |
| CAP Creu Alta                                        | Carretera de Castellar, 222. Sabadell                                             |                                                      |
| CAP Creu de Barberà                                  | Plaça Castelao, 2. Sabadell                                                       |                                                      |
| CAP Gràcia                                           | Permanyer, 75. Sabadell                                                           |                                                      |
| CAP La Florida                                       | Passeig de la Florida, 43. Santa Perpètua de Mogoda                               |                                                      |
| CAP La Serra                                         | Pl. Cristóbal Ramos, 2. Sabadell                                                  |                                                      |
| CAP Matadepera                                       | Pl. de l'Ajuntament, 2                                                            |                                                      |
| CAP Montcada i Reixac                                | Pg. de Jaume I, s/n                                                               |                                                      |
| CAP Mútua Rubí                                       | Prat de la Riba, 20-22. Rubí                                                      |                                                      |
| CAP Nord                                             | Mercè Rodoreda, 24. Sabadell                                                      |                                                      |
| CAP Pinetons                                         | Avinguda Catalunya, 18. Ripollet                                                  |                                                      |
| CAP Polinyà                                          | Onze de Setembre, 21                                                              |                                                      |
| CAP Rambla de Terrassa                               | Rambla d'Egara, 386-388. Terrassa                                                 |                                                      |
| CAP Ripollet                                         | Casanovas, 4                                                                      |                                                      |
| CAP Sant Cugat del Vallès                            | Mina, 2                                                                           |                                                      |
| CAP Sant Fèlix                                       | Ctra. de Barcelona, 473. Sabadell                                                 |                                                      |
| CAP Sant Genís                                       | Miquel Mumany Campderrós, 11-19. Rubí                                             |                                                      |
| CAP Sant Llàtzer                                     | Carrer de la Riba, 62. Terrassa                                                   |                                                      |
| CAP Sant Oleguer                                     | Sol i Padrís, 56-60. Sabadell                                                     |                                                      |
| CAP Sant Quirze del Vallès                           | Av. Egara, s/n                                                                    |                                                      |
| CAP Santa Perpètua de Mogoda                         | Av. de Mn. Cinto Verdaguer, 13. Santa Perpètua de Mogoda                          |                                                      |
| CAP Sentmenat                                        | Passeig de la Sagrera, 17                                                         |                                                      |
| CAP Serraparera                                      | Av. Diagonal, s/n. Cerdanyola del Vallès                                          |                                                      |
| CAP Terrassa Est                                     | Ciutat Real, 31 (cantonada Àlaba). Terrassa                                       |                                                      |
| CAP Terrassa Nord                                    | Av. Del Vallès, 451. Terrassa                                                     |                                                      |
| CAP Terrassa Oest                                    | Av. Àngel Sallent, 171. Terrassa                                                  |                                                      |
| CAP Terrassa Sud (Can Jofresa)                       | Av. Santa Eulàlia, s/n. Terrassa                                                  |                                                      |
| CAP Turó de Can Matas                                | Carretera de Vallvidrera, 38. Sant Cugat del Vallès                               |                                                      |
| Consultori local Can Sant Joan                       | Turó, 40. Montcada i Reixac                                                       |                                                      |
| Consultori local de Viladecavalls                    | Sant Joan, s/n                                                                    |                                                      |
| Consultori local Les Planes                          | Plaça del Coll de la Creu d'en Bau, 7                                             |                                                      |
| Vallès Oriental                                      |                                                                                   |                                                      |
| Centre                                               | Adreça                                                                            | Coordenades                                          |
| CAP Can Borràs                                       | Balmes, 51. Cardedeu                                                              |                                                      |
| CAP Can Pantiquet                                    | Lluís Millet, 15. Mollet del Vallès                                               |                                                      |
| CAP Canovelles                                       | Indústria, 23                                                                     |                                                      |
| CAP Doctor Vicenç Papaceit                           | Plaça de l'era, s/n. La Roca del Vallès                                           |                                                      |
| CAP Joan Mirambell i Folch                           | Av. Fontcuberta, 128. Caldes de Montbui                                           |                                                      |
| CAP La Cruïlla                                       | Cta de Granollers a Caldes s/n. Lliçà d'Amunt                                     |                                                      |
| CAP La Garriga                                       | Torrent de la Sínia, 7                                                            |                                                      |
| CAP La Llagosta                                      | Vic, s/n                                                                          |                                                      |
| CAP Les Franqueses del Vallès                        | Girona, 290                                                                       |                                                      |
| CAP Llinars del Vallès                               | Frederic Marès, 29                                                                |                                                      |
| CAP Montornès del Vallès                             | Can Parera, 7                                                                     |                                                      |
| CAP Palaudàries                                      | Segre, 61-63. Lliçà d'Amunt                                                       |                                                      |
| CAP Parets del Vallès                                | Av. de Catalunya, 127                                                             |                                                      |
| CAP Plana Lledó                                      | Av. Rívoli, 7. Mollet del Vallès                                                  |                                                      |
| CAP Sant Celoni                                      | Diputació, 30                                                                     |                                                      |
| CAP Sant Fost de Campsentelles                       | Ctra. de Badalona, 99                                                             |                                                      |
| CAP Sant Miquel                                      | Av. Francesc Macià, 154. Granollers                                               |                                                      |
| CAP Vallès Oriental                                  | Museu, 19. Granollers                                                             |                                                      |
| Centre d'Urgències Centre de Granollers              | Av. Del Parc, 9. Granollers                                                       |                                                      |
| Camp de Tarragona                                    |                                                                                   |                                                      |
| Centre                                               | Adreça                                                                            | Coordenades                                          |
| CAP Alcover                                          | Fonts del Glorieta, s/n                                                           |                                                      |
| CAP Doctor Sarró Roset                               | Vallvera, 8. Valls                                                                |                                                      |
| CAP Vila-rodona                                      | de les Escoles, s/n                                                               |                                                      |
| Consultori local Bràfim                              | Pau Casals, s/n                                                                   |                                                      |
| CAP i Hospital Lleuger Gimbernat                     | Pl. de l'Ajuntament, 4. Cambrils                                                  |                                                      |
| CAP La Selva del Camp                                | El Vilar, 2                                                                       |                                                      |
| CAP Les Borges del Camp                              | Av. de la Font de les Escales, s/n                                                |                                                      |
| CAP L'Hospitalet de l'Infant                         | Ctra. de Móra, 13-15. Vandellòs                                                   |                                                      |
| CAP Llibertat                                        | General Moragues, 52. Reus                                                        |                                                      |
| CAP Marià Fortuny                                    | Astorga, s/n. Reus                                                                |                                                      |
| CAP Mont-roig del Camp                               | Dr. Segarra, 32                                                                   |                                                      |
| CAP Riudoms                                          | La Sardana, 3                                                                     |                                                      |
| CAP Sant Pere                                        | Camí de Riudoms, 53-55. Reus                                                      |                                                      |
| CAP Calafell                                         | Av. Vilarenc, 8                                                                   |                                                      |
| CAP El Vendrell                                      | Transversal, s/n                                                                  |                                                      |
| CAP L'Arboç                                          | Av. Catalunya, s/n                                                                |                                                      |
| CAP Montblanc                                        | Jaume Llecha, s/n                                                                 |                                                      |
| CAP Cornudella                                       | Comte de Rius, 2 bis. Cornudella de Montsant                                      |                                                      |
| CAP Falset                                           | Tancat vilanova de les Torres, 1                                                  |                                                      |
| CAP Bonavista                                        | Carrer Set, 36. Tarragona                                                         |                                                      |
| CAP Constantí                                        | dels Horts, 6                                                                     |                                                      |
| CAP El Morell                                        | Av. Tarragona, s/n                                                                |                                                      |
| CAP Jaume I                                          | Jaume I, 45-49. Tarragona                                                         |                                                      |
| CAP Muralles                                         | Escultor Verderol, s/n. Tarragona                                                 |                                                      |
| CAP Nou Tàrraco                                      | C. del Doctor Mallafré i Guasch, 4. Tarragona                                     |                                                      |
| CAP Salou                                            | Carrilet, 12                                                                      |                                                      |
| CAP Sant Pere i Sant Pau                             | Edifici del CAP, s/n. Tarragona                                                   |                                                      |
| CAP Sant Salvador                                    | L'Alzina de Mas, 2. Tarragona                                                     |                                                      |
| CAP Santa Tecla-Llevant                              | Joan Fuster i Ortells, s/n. Tarragona                                             |                                                      |
| CAP Tarragonès                                       | C. del Doctor Mallafré i Guasch, 4. Tarragona                                     |                                                      |
| CAP Torredembarra                                    | Onze de Setembre, s/n                                                             |                                                      |
| CAP Torreforta-La Granja                             | La Gomera, 10. Tarragona                                                          |                                                      |
| CAP Vila-seca                                        | Galceran de Pinos, 25                                                             |                                                      |
| Catalunya Central                                    |                                                                                   |                                                      |
| Centre                                               | Adreça                                                                            | Coordenades                                          |
| CAP Anoia                                            | Pg. Verdaguer, 170. Igualada                                                      |                                                      |
| CAP Bages                                            | Soler i March, 6. Manresa                                                         | 41° 43′ 53″ N, 1° 49′ 29″ E / 41.731346°N,1.824662°E |
| CAP Calaf                                            | Ctra. Llarga, s/n                                                                 |                                                      |
| CAP Capellades                                       | Torrenova, 18                                                                     |                                                      |
| CAP Igualada Nord                                    | Belgica, 5                                                                        |                                                      |
| CAP Piera                                            | Piereta, 31                                                                       |                                                      |
| CAP Santa Margarida de Montbui                       | La Fàbrica, 9                                                                     |                                                      |
| CAP Vilanova del Camí                                | Crta. de la Pobla, 74                                                             |                                                      |
| Consultori local Santa Margarida de Montbui          | Anselm Clavé, 5                                                                   |                                                      |
| CAP Cardona                                          | Passeig mossén Joan Riba,1                                                        |                                                      |
| CAP Dr. Agustí Garriga                               | Arquitecte Gaudí, 76. Artés                                                       |                                                      |
| CAP Goretti Badia                                    | Pl. de la Serradona s/n. Súria                                                    |                                                      |
| CAP Les Bases de Manresa                             | Creu Guixera, 51. Manresa                                                         |                                                      |
| CAP Moià NOU                                         | Santa Magdalena, 1. Moià                                                          |                                                      |
| CAP Monistrol de Montserrat                          | Manresa, 4                                                                        |                                                      |
| CAP Navarcles                                        | Cr. Fortià i Solà, 11                                                             |                                                      |
| CAP Navàs                                            | Pau Duarri, 36                                                                    |                                                      |
| CAP Sagrada Família                                  | Sant Cristòfol, 34. Manresa                                                       |                                                      |
| CAP Sallent                                          | Josep Potelles, 9                                                                 |                                                      |
| CAP Sant Andreu                                      | Remei de Dalt, 8-14. Manresa                                                      |                                                      |
| CAP Sant Joan de Vilatorrada                         | Av. Torrent Canigó, 2                                                             |                                                      |
| CAP Sant Vicenç de Castellet                         | Manresa, s/n                                                                      |                                                      |
| Consultori local Castellnou de Bages                 | Onze de setembre s/n                                                              |                                                      |
| CAP Berguedà                                         | Quim Serra, 1. Berga                                                              |                                                      |
| CAP Gironella                                        | Pl. de Campanals, s/n                                                             |                                                      |
| CAP Guardiola de Berguedà                            | Estació, 4                                                                        |                                                      |
| CAP Santa Coloma de Queralt                          | Segarra, 3                                                                        |                                                      |
| Consultori local Vallfogona de Riucorb               | Pl. de la Font, 4                                                                 |                                                      |
| CAP Centelles                                        | Pla del Mestre, 7                                                                 |                                                      |
| CAP El Remei                                         | Ptge. Pla del Remei, 10-12. Vic                                                   |                                                      |
| CAP Manlleu                                          | Castellot, 17                                                                     |                                                      |
| CAP Osona                                            | Pl. de la Divina Pastora, 7. Vic                                                  |                                                      |
| CAP Prats de Lluçanès                                | Pompeu Fabra, 8                                                                   |                                                      |
| CAP Roda de Ter                                      | Sant Sebastià, 11                                                                 |                                                      |
| CAP Sant Hipòlit de Voltregà                         | De la Vinya, 5                                                                    |                                                      |
| CAP Sant Quirze de Besora                            | Pg. del Ter, 21                                                                   |                                                      |
| CAP Santa Eugènia de Berga                           | De les Escoles, 1                                                                 |                                                      |
| CAP Tona                                             | Joan Maragall, 40-48                                                              |                                                      |
| CAP Torelló                                          | Av. Pompeu Fabra, 8                                                               |                                                      |
| CAP Solsonès                                         | Pl. Guitart, 1. Solsona                                                           |                                                      |
| Girona                                               |                                                                                   |                                                      |
| Centre                                               | Adreça                                                                            | Coordenades                                          |
| CAP Bàscara                                          | Pl. Catalunya, s/n                                                                | 42° 09′ 31″ N, 2° 54′ 33″ E / 42.158512°N,2.909094°E |
| CAP Doctor Subirós                                   | Bosc de Trinxeria, 1. La Jonquera                                                 |                                                      |
| CAP Dr. Moisès Broggi                                | Mossèn Salvador Jué i Pujolar, 1. L'Escala                                        |                                                      |
| CAP Ernest Lluch                                     | Tramuntana, 2. Figueres                                                           |                                                      |
| CAP Llançà                                           | Dolors Falcó, 16                                                                  |                                                      |
| CAP Peralada                                         | Toló, 3-5                                                                         |                                                      |
| CAP Roses                                            | Ctra. de Mas Oliva, 23                                                            |                                                      |
| CAP Vilafant                                         | Maria Torres, 89. Urbanització Els Aspres                                         |                                                      |
| CAP Catalina Cargol                                  | C. Hospital, 17-19 (edifici Fleming). Palamós                                     |                                                      |
| CAP Dr. Josep Alsina i Bofill                        | Angel Guimerà, 6. Palafrugell                                                     | 41° 54′ 45″ N, 3° 09′ 54″ E / 41.912565°N,3.165028°E |
| CAP La Bisbal d'Empordà                              | Marcel Ralló, 10                                                                  |                                                      |
| CAP Sant Feliu de Guíxols                            | Gravina, 27-29                                                                    |                                                      |
| CAP Torroella de Montgrí                             | Dr. Molinas, s/n                                                                  |                                                      |
| CAP Besalú                                           | Prat de la Riba, 9                                                                |                                                      |
| CAP Garrotxa                                         | Pg. de Barcelona, 42. Olot                                                        |                                                      |
| CAP La Vall d'en Bas                                 | Dr. Turró, 2                                                                      |                                                      |
| CAP Sant Joan Les Fonts                              | Jaume Balmes, 1                                                                   |                                                      |
| Consultori local Les Planes d'Hostoles               | Passatge de l'Estació, s/n                                                        |                                                      |
| Consultori local Tortellà                            | Olot, 14                                                                          |                                                      |
| CAP Can Gibert del Pla                               | Sant Sebastià, 50. Girona                                                         |                                                      |
| CAP Cassà de la Selva                                | Bassegoda, 11                                                                     |                                                      |
| CAP Celrà                                            | Ctra. de Juià, 135                                                                |                                                      |
| CAP Doctor Joan Vilaplana                            | Modaguera Gran, 1. Girona                                                         |                                                      |
| CAP Dr. Jordi Nadal i Fàbregas                       | Manuel de Falla, 34-36. Salt                                                      |                                                      |
| CAP Güell                                            | Mossèn Joan Pons, s/n. Girona                                                     |                                                      |
| CAP Montilivi                                        | Castell de Solterra, 11-17. Girona                                                |                                                      |
| CAP Santa Clara                                      | Santa Clara, 33. Girona                                                           |                                                      |
| CAP Sarrià de Ter                                    | Mossèn Cinto Verdaguer, 3                                                         |                                                      |
| Consultori local Sant Jordi Desvalls                 | Dr. Joher, s/n                                                                    |                                                      |
| CAP Calella                                          | Sant Jaume, 209-217                                                               | 41° 36′ 53″ N, 2° 39′ 25″ E / 41.614785°N,2.657002°E |
| CAP Canet de Mar                                     | Pl. de la Universitat, 1                                                          | 41° 35′ 19″ N, 2° 34′ 51″ E / 41.588621°N,2.580701°E |
| CAP Dr. Josep Torner i Fors                          | Av. de la Costa Brava, s/n. Malgrat de Mar                                        |                                                      |
| CAP Pineda de Mar                                    | Tarragona, 49                                                                     | 41° 37′ 17″ N, 2° 41′ 18″ E / 41.621511°N,2.688271°E |
| CAP Banyoles                                         | Pl. de Catalunya, 6                                                               |                                                      |
| CAP Campdevànol                                      | Llevant, 13                                                                       |                                                      |
| CAP Camprodon                                        | Mn. Jacint Verdaguer, 1                                                           |                                                      |
| CAP Ripollès                                         | Macià Bonaplata, 9. Ripoll                                                        |                                                      |
| CAP Arbúcies                                         | Havana, s/n                                                                       |                                                      |
| CAP Blanes 2                                         | Av. Europa, 10                                                                    |                                                      |
| CAP Breda                                            | Av. de la Verge de Montserrat, 13                                                 |                                                      |
| CAP Dr. Francisco Benito Inaraja                     | Avinguda de Vidreres, 179-181. Lloret de Mar                                      |                                                      |
| CAP Dr. Ramon Vinyes                                 | Girona, s/n (Jardins de can Cendra). Anglès                                       |                                                      |
| CAP La Selva                                         | Santa Bàrbara, 25. Santa Coloma de Farners                                        |                                                      |
| CAP Lloret-Centre                                    | Girona, 8-10. Lloret de Mar                                                       |                                                      |
| CAP Sils                                             | Pg. St. Cosme i St. Damià, s/n                                                    |                                                      |
| Lleida                                               |                                                                                   |                                                      |
| Centre                                               | Adreça                                                                            | Coordenades                                          |
| CAP La Granadella                                    | La Pobla, 74                                                                      |                                                      |
| CAP Les Borges Blanques                              | Raval del Carme, 147                                                              |                                                      |
| CAP Artesa de Segre                                  | Àngel Guimerà, 6                                                                  |                                                      |
| CAP Balaguer                                         | Àngel Guimerà, 22                                                                 |                                                      |
| CAP Ponts                                            | Ctra. de Lleida, 3                                                                |                                                      |
| CAP Mollerussa                                       | Ctra. de Miralcamp, s/n                                                           |                                                      |
| CAP Cervera                                          | Av. Duran i Sampere, s/n                                                          |                                                      |
| CAP Alcarràs                                         | Davant, s/n                                                                       |                                                      |
| CAP Almacelles                                       | Melcior de Guàrdia, s/n                                                           |                                                      |
| CAP Almenar                                          | Escoles, s/n                                                                      |                                                      |
| CAP Balafià-Pardinyes-Secà de Sant Pere              | Av. de l'Alcalde Recasens, s/n. Lleida                                            |                                                      |
| CAP Bordeta-Magraners                                | D'en Boqué, s/n. Lleida                                                           |                                                      |
| CAP Cappont                                          | Marquès de Leganés, s/n. Lleida                                                   |                                                      |
| CAP Eixample                                         | Balmes, 4. Lleida                                                                 |                                                      |
| CAP Primer de Maig                                   | Mercè, 5. Lleida                                                                  |                                                      |
| CAP Rambla de Ferran                                 | Rambla de Ferran, 44. Lleida                                                      |                                                      |
| CAP Santa Maria                                      | Av. de l'Alcalde Rovira Roure, 44. Lleida                                         |                                                      |
| CAP Seròs                                            | Ricard Vinyes, 8                                                                  |                                                      |
| CAP Agramunt                                         | Verge del Socor, s/n                                                              |                                                      |
| CAP Bellpuig                                         | Diputació, s/n                                                                    |                                                      |
| CAP Tàrrega                                          | Salvador Espriu, s/n                                                              |                                                      |
| Terres de l'Ebre                                     |                                                                                   |                                                      |
| Centre                                               | Adreça                                                                            | Coordenades                                          |
| CAP Baix Ebre                                        | Av. de Colom, 16-20. Tortosa                                                      | 40° 48′ 52″ N, 0° 31′ 02″ E / 40.814337°N,0.517312°E |
| CAP Deltebre                                         | Av. Esportiva, 164                                                                | 40° 43′ 10″ N, 0° 43′ 38″ E / 40.719404°N,0.727132°E |
| CAP El Temple                                        | Av. de la Generalitat, s/n. Tortosa                                               | 40° 48′ 20″ N, 0° 31′ 16″ E / 40.805646°N,0.521207°E |
| CAP L'Aldea                                          | Av. de Catalunya, s/n                                                             |                                                      |
| CAP L'Ametlla de Mar                                 | Llibertat, 70                                                                     | 40° 53′ 11″ N, 0° 48′ 13″ E / 40.886360°N,0.803660°E |
| CAP Amposta                                          | Av. de Catalunya, 78                                                              | 40° 42′ 32″ N, 0° 34′ 29″ E / 40.708954°N,0.574624°E |
| CAP Sant Carles de la Ràpita                         | Av. Constitució, 62                                                               | 40° 37′ 09″ N, 0° 35′ 14″ E / 40.619129°N,0.587274°E |
| CAP Ulldecona                                        | C. Montserrat Roig, 2                                                             | 40° 36′ 04″ N, 0° 26′ 26″ E / 40.601094°N,0.440528°E |
| CAP Flix                                             | Major, 76                                                                         |                                                      |
| CAP Móra d'Ebre                                      | Benet i Messeguer, s/n                                                            | 41° 05′ 42″ N, 0° 38′ 18″ E / 41.094996°N,0.638435°E |
| Consultori local Riba-Roja d'Ebre                    | de la Ribera, s/n                                                                 | 41° 15′ 12″ N, 0° 29′ 24″ E / 41.253411°N,0.489879°E |
| CAP Gandesa                                          | Joan Perucho, s/n                                                                 | 41° 03′ 29″ N, 0° 26′ 27″ E / 41.057967°N,0.440743°E |